# Roger E. Mosley
Roger Earl Mosley (ur. 18 grudnia 1938 w Los Angeles, zm. 7 sierpnia 2022 tamże) – amerykański aktor. Odtwórca roli Theodora „T. C.” Calvina z serialu CBS Magnum (1980–1988). 

## Życiorys

### Wczesne lata
Urodził się w Los Angeles w Kalifornii. Dorastał w Watts, dzielnicy Los Angeles, gdzie mieszkał z matką Eloise Harris. Uczęszczał do Jordan High School. Studiował aktorstwo pod kierunkiem Raymonda St. Jacquesa w Mafundi Institute, lokalnej szkole artystycznej w Watts.

### Kariera
Swoją karierę aktorską Mosley rozpoczął na początku lat 70., gościnnie występując w filmach i serialach. W 1976 r. otrzymał główną rolę w filmie Leadbelly, w reżyserii Gordona Parksa. Jego występ zdobył uznanie, dzięki czemu zaczął dostawać coraz więcej interesujących propozycji. Najciekawsze role zagrał w serialach Starsky i Hutch, Kojak czy Korzenie: Następne pokolenia oraz filmach The Mack i Niedosyt. Prawdziwą popularność przyniósł mu dopiero serial Magnum, w którym zagrał pilota helikoptera Theodora „T. C.” Calvina. Razem z Tomem Selleckiem (odtwórcą głównej roli) i innymi aktorami spędził na planie 8 lat. Był też scenarzystą i reżyserem kilku odcinków. Po zakończeniu serii, zaczął grywać głównie w serialach, w filmach występował już rzadziej. Ostatnim był Hammerlock z 2000.

## Życie prywatne
16 lipca 1960 poślubił Saundre Locke, z którą miał syna Harrisa i córkę Eloise. Wkrótce doszło do rozwodu. W 1974 założył Watts Repertory Company. 
Zmarł 7 sierpnia 2022 w szpitalu w Los Angeles w następstwie obrażeń poniesionych w wypadku samochodowym, do którego doszło 3 dni wcześniej w Lynwood.

## Filmografia

### Filmy
- 1972: Zabójca jako Huey
- 1972: Nowi centurionowie jako kierowca ciężarówki
- 1973: Sweet Jesus Preacher Man jako Frank Green
- 1973: The Mack jako Olinga
- 1973: Terminal Island jako Monk
- 1974: Detektyw McQ jako Rosey
- 1975: Darktown Strutters jako Mellow
- 1976: Niedosyt jako Newton
- 1976: Drum
- 1976: The River Niger jako Wielki Moe Hayes
- 1976: Leadbelly jako Huddie Ledbetter
- 1977: Pół pary jako Puddin Patterson
- 1977: Big Time jako J.J.
- 1978: The Other Side of Hell jako Jim Baker
- 1979: I Know Why the Caged Bird Sings jako Bailey Sr
- 1979: The Jericho Mile jako Cotton Crown
- 1980: Attica jako Frank Green
- 1980: Steel jako Lionel
- 1980: Pray TV jako Willie Washington/Leroy Washington
- 1990: Związek przeszczepionych serc jako kapitan Wendt
- 1992: Obsesja namiętności jako oficer Roy Cole
- 1994: Śmiertelny pięciobój jako Creese
- 1996: Nigdy nie mów kocham jako Smitty
- 1998: Listy od zabójcy jako Horton
- 2000: Hammerlock jako sierżant James Hammer

### Seriale
- 1974: Ulice San Francisco jako Ben Driscoll
- 1974: Kung Fu jako Seth
- 1974: Kojak jako John R. Stutz
- 1977: Starsky i Hutch jako Baron
- 1979: Korzenie: Następne pokolenia jako Lee Garnet
- 1979: Starsky i Hutch jako Wielki Czerwony McGee
- 1986: Niebezpieczna zatoka jako Hari Mubaru
- 1987: Statek miłości jako Jeffrey T. Gilbert
- 1980–1988: Magnum (serial telewizyjny) jako Theodore „T.C.” Calvin
- 1994: RoboCop jako Frank Uno
- 2000: Strażnik Teksasu jako Fred Carter
- 2003: Bez pardonu jako ojciec Temple’a Page’a
- 2007: Las Vegas jako Roger
- 2019, 2021: Magnum: Detektyw z Hawajów jako John Booky